# Hieramenes
Hieramenes (Ἱεραμένης) fou un alt funcionari persa que fou un dels signants del tercer tractat entre Esparta i Pèrsia junt amb Tisafernes i els fills de Farnaces (412 aC). El seu càrrec no es coneix, però devia ser personatge important, i probablement és el mateix Hieramenes que es va casar amb una germana de Darios II de Pèrsia i que va tenir dos fills de noms Autoboesaces i Mitracos, que foren assassinats per Cir el Jove per no haver mostrar els signes de respecte que normalment només s'aplicaven als reis. Les queixes dels parents de Darios foren en part la causa que Cir el Jove fos cridat a la cort persa el 406 aC.